# أدولف فراي
أدولف فراي (بالإنجليزية: Adolf Frey)‏ هو ملحن أمريكي، ولد في 4 أبريل 1865، وتوفي في 4 أكتوبر 1938.

## وصلات خارجية
- أدولف فراي على موقع ميوزك برينز (الإنجليزية)